# Михаил (Урошевич)
Епископ Михаил (серб. Епископ Михаило, в миру Милан Урошевич, серб. Милан Урошевић; 23 июня (4 июля) 1868, Брестовац, Княжество Сербия — 22 августа 1933, Врнячка-Баня, Королевство Югославия) — епископ Сербской православной церкви, епископ Шабацкий.

## Биография
Родился в семье сельского старосты, народного вождя в Горной Груже.
В 18 лет женился на Драгине Веселинович. В браке родились сын Михаил и дочь Наталия.
Окончил сельскохозяйственную школу в Карановце и в 1897 году Призренскую духовную семинарию.
Овдовев, поехал в Белград к митрополиту Михаилу с просьбой о монашеском пострижении. Митрополит направил его в монастырь Раваницу, где 4 декабря 1887 года принял монашеский постриг с именем Михаил. 14 декабря того же года рукоположен в сан диакона, а на следующий день — в сан иеромонаха.
В мае 1898 года епископ Савва Дечанац поставил его настоятелем монастыря Врачевшница. За время его управления монастырь возрос и экономически и морально. инициатор возведения памятника матери Милоша Обреновича Вишне.
По предложению митрополита Димитрия, решением Священного Синода и с согласия королевского правительства, был избран главой Сербского подворья в Москве. 8 ноября 1906 года митрополит Димитрий возвёл его в сан игумена, перед отъездом он был принят королём Петром I.
По прибытии в Москву, с разрешения Св. Синода (указ от 22 сентября 1906 года) принят в число студентов I курса Московской духовной академии по определению Совета Академии от 23 ноября 1906 года. Окончил академию в 1910 году со степенью кандидата богословия.
22 октября 1912 года в связи с началом Первой балканской войны отслужил молебен на Сербском подворье в Москве и произнёс проникновенную речь. Организовал посылку добровольцев, вооружения, медикаментов и денег в сербскую армию.
В 1915 году он начал публиковать на русском языке 5-томное собрание своих сочинений (М., 1915), посвященное памяти сына, погибшего на войне. В предисловии к ним выражал надежду на создание Всеславянской Империи во главе с Россией.
Награждён орденами: сербским святого Саввы I, II, III, IV и V степени, черногорским кн. Даниила Первого, греческим Спасителя, российскими св. Анны и св. Владимира, Св. Гроба Господня.
Член Поместного собора 1917—1918 года Православной Российской Церкви как представитель Сербской православной церкви, участвовал во всех трёх сессиях (с незначительными перерывами), член IX, XXIII отделов.
В 1918 году арестован большевиками, но отпущен по требованию паствы.
В январе 1919 году вернулся на родину, служил администратором Шабацкой епархии.
В 1921 году избран и 1 января 1922 года хиротонисан во епископа Шабацкого в соборной церкви в Белграде.
До 1929 года временно управлял Зворникско-Тузланской епархией.
Скончался 22 августа 1933 года в Врнячкой Бани. Похоронен в городе Шабац в епископской гробнице.